# Reazione di Perkin
La reazione di Perkin è una reazione organica del tipo condensazione aldolica, sviluppata da William Henry Perkin. La condensazione si realizza con l'attacco di un carbanione ad un gruppo carbonilico, il carbanione si forma grazie all'acidità dell' H in α al carbonile ed è stabilizzato per mesomeria (risonanza).
Per la realizzazione di questa reazione si possono usare varie basi quali l'idrossido di sodio NaOH, le ammine e l'etilato sodico EtONa. La reazione di Perkin porta a prodotti carbonilici α,β-insaturi.
Nell’interpretazione data da Perkin alla reazione, il sale agisce da semplice condensante, favorendo la deprotonazione dell'anidride in alfa. Il chimico italiano Agostino Oglialoro Todaro invece riuscì a far reagire fenilacetato sodico, anidride acetica e aldeide benzoica ottenendo l’acido fenilcinnamico. Nella sua reazione il sale da la reazione di condensazione, mentre l’anidride si comporta da condensante.
Il seguente meccanismo non è universalmente riconosciuto, esistono vari meccanismi collaterali come per esempio la decarbossilazione senza trasferimento del gruppo acetico.